# Jérôme Eugène Coggia
| 96 Aegle     | 17 de febrero de 1868 |
| 187 Lamberta | 11 de abril de 1878   |
| 193 Ambrosia | 28 de febrero de 1879 |
| 217 Eudora   | 30 de agosto de 1880  |
| 444 Gyptis   | 31 de marzo de 1899   |

Jérôme Eugène Coggia (Ajaccio, Córcega, 18 de febrero de 1849 – 15 de enero de 1919) fue un astrónomo francés.
Trabajando en el Observatorio de Marsella descubrió numerosos cometas, incluyendo el brillante "Cometa de Coggia"" (C/1874 H1). También fue codescubridor de cometa periódico "Pons-Coggia-Winnecke-Forbes" que posteriormente se denominó 27P/Crommelin.